# Macromitrium cardotii
Macromitrium cardotii är en bladmossart som beskrevs av Thériot 1910. Macromitrium cardotii ingår i släktet Macromitrium och familjen Orthotrichaceae. Inga underarter finns listade i Catalogue of Life.